# خوان رامون کاراسکو

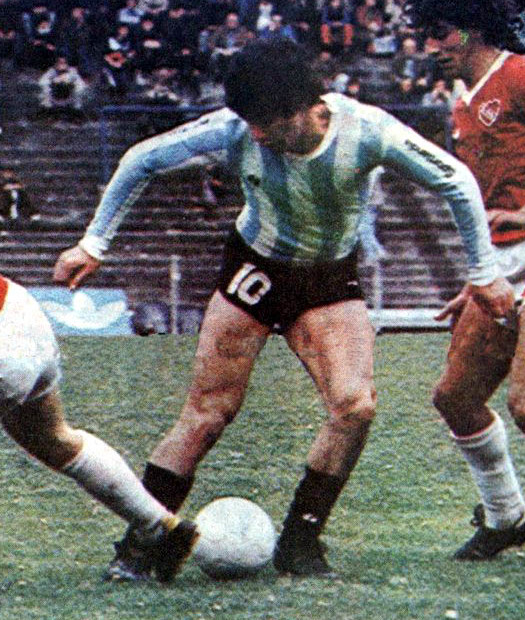
خوان رامون کاراسکو (وسط) - ۱۹۸۱

خوان رامون کاراسکو (انگلیسی: Juan Ramón Carrasco؛ زادهٔ ۱۵ سپتامبر ۱۹۵۶) بازیکن سابق فوتبال و مربی اهل اروگوئه است.
او یکی از بازیکنانی است که بیشترین حضور را در باشگاه‌های مختلف در اروگوئه داشته است.
وی همچنین در تیم ملی فوتبال اروگوئه بازی کرده‌است.